# فیشباخ اشتیریا
فیشباخ اشتیریا (به آلمانی: Fischbach) یک منطقهٔ مسکونی در اتریش است که در وایتس واقع شده‌است. فیشباخ اشتیریا ۶۱٫۶۵ کیلومتر مربع مساحت دارد ۱٬۰۵۰ متر بالاتر از سطح دریا واقع شده‌است.